# 张王治
張王治（？—？），字無近，號敉菴，清代太倉人。明清政治人物。

## 生平
張溥之弟，二十歲入太學。順治四年（1647年）進士，授桐廬縣令，有政聲，擢拔為工科給事中，上疏稱运粮旗丁“于常例加耗之外，复索私赠”。